# Манастир Каменица
Манастир Каменица припада Епархији нишкој Српске православне цркве и представља непокретно културно добро као споменик културе.. Налази се у истоименом селу на територији градске општине Пантелеј и посвећен је Светом Георгију победоносцу.

## Прошлост манастира
Манастир је подигнут на месту старог светилишта из античког периода 1459. године, након пада Српске деспотовине. Манастир је био један од највећих манастира нишке области у средњем веку. Први писани подаци о манастиру налазе се у турским пописима из 1498, 1515. и 1553. године. У 16. веку у манастиру се налазила школа, а монаси су се бавили преписивачком делатношћу. Манастир је страдао у турским најездама и дуго је био у рушевинама, затрпан и заборављен.
1515. године непознати монах, чије име није забележено је преписао Минеј за месец август, а 1553. године јерођакон Арсеније је написао и украсио Минеј за месец септембар. Овај Минеј се данас чува у манастиру Шишатовац на Фрушкој гори. Минеј је завршио у Војводини након што су монаси бежећи од турске најезде понели књиге и списе са собом преко Саве и Дунава.
Интересантан податак је да се у оквиру самог манастира налазила преписивачка школа, која је поред најпознатије "Ресавске школе", била једна од највећих на овим просторима. "У овом манастиру је била изузетно јака преписивачка делатност. У оквиру Српске академије наука у Сремским Карловцима се чува један важан јеванђелистар који је у манастиру, у колиби, преписао, за време митрополита Георгија, неки калуђер, чије име није отало забележено".

## Археолошки налази
Пронађен је археолошким ископавањима 1988. године. Ископавања су добровољно вршили мештани села Каменица, уз надзор Завода за заштиту споменика из Ниша. Пронађено је нешто турског и аустријског новца и један ковани крст од гвожђа, што је нумерисано и предато нишком Музеју. Откривени темељи показали су да је црква била једнобродна грађевина са полукружном апсидом на истоку и припратом на западној страни. Часна трпеза био је римски жртвеник из античког периода, а римске опеке покривале су подове наоса и припрате. Простор северно од цркве је коришћен за сахрањивање. Пронађена је и мермерна плоча са Христовим монограмом, која сада служи као амвонска розета у храму светог Николаја у селу Каменица. Манастир је подигнут на темељима неког ранијег античког светилишта, које није било паганско, већ хришћанско.

## Манастир данас
Нова црква светог великомученика Георгија је једнобродна грађевина са звоником изнад улаза. Цркву је осветио тадашњи владика нишки Иринеј 2005. године. На источној страни од цркве налази се монашко гробље, које није истражено у целини. У манастиру нема монаштва, већ служи као сеоска црква.
Подигнута је нова чесма испод цркве, пешачки мост преко реке и нови трем поред цркве. Благословом некадашњег епископа нишког, а данас Патријарха Иринеја, овај храм је метох манастира светог Јована Крститеља у Горњем Матејевцу.